# Andrachne ramosa
Andrachne ramosa är en emblikaväxtart som beskrevs av Antonina Ivanovna Pojarkova. Andrachne ramosa ingår i släktet Andrachne och familjen emblikaväxter.
Artens utbredningsområde är Iran. Inga underarter finns listade i Catalogue of Life.